# Paradijs bij Hel
Paradijs bij Hel – osada (buurt) w dzielnicy Berg Altena, miasta Willemstad, w dystrykcie Willemstad, w kraju autonomicznym Curaçao, należącym do Holandii, w Ameryce Południowej. 20 października 2023 r. liczyła 59 mieszkańców. Pod względem liczby mieszkańców jest najmniejszą osadą w dzielnicy.  